# Listă de dramaturgi de limbă germană
Cuprins: Început - 0–9 A B C D E F G H I J K L M N O P Q R S T U V W X Y Z

Aceasta este o listă de dramaturgi de limbă germană, în ordine alfabetică:

## A
- Herbert Achternbusch

## B
- Wolfgang Bauer (1941–2005)
- Thomas Bernhard
- Leo Birinski
- Bertolt Brecht
- Georg Büchner

## D
- Friedrich Dürrenmatt

## F
- Gustav Freytag

## G
- Johann Wolfgang von Goethe (1749–1832)

## H
- Peter Handke
- Gerhart Hauptmann
- Wolfgang Hildesheimer
- Ödön von Horváth (1901–1938)

## J
- Elfriede Jelinek
- Hanns Johst

## K
- Georg Kaiser
- Heinrich von Kleist
- Karl Kraus

## L
- Else Lasker-Schüler
- Gotthold Ephraim Lessing
- Franz Xaver Kroetz

## M
- Andreas Mand
- Lucas Maius
- Klaus Mann
- Marius von Mayenburg (n. 1972)
- Heiner Müller
- Robert Musil
- Johann Nestroy

## P
- Ulrich Plenzdorf

## S
- Friedrich Schiller (1759–1805)
- Roland Schimmelpfennig

## T
- Ludwig Tieck
- Ernst Toller
- Kurt Tucholsky
- Peter Turrini

## W
- Robert Walser
- Frank Wedekind
- Peter Weiss
- Franz Werfel
- Urs Widmer⁠(de)[traduceți] (1938–2014)

## Z
- Carl Zuckmayer
- Stefan Zweig

## Vezi și
- Listă de piese de teatru germane
- Listă de scriitori de limbă germană, după țară
- Listă de scriitori de limbă germană
- Listă de germani
- Listă de poeți germani
- Listă de filozofi germani

## Legături externe
- Materiale media legate de listă de dramaturgi de limbă germană la Wikimedia Commons